# Villa romaine de La Mola
La villa romaine de La Mola est un site archéologique de la Rome antique situé dans la commune de Riudoms (comarque de Baix Camp), dans la province de Tarragone en Catalogne,.
La villa romaine est également connue sous le nom de villa romaine de Hort del Pelat. Les vestiges sont apparus en 1999 lors du développement de cette zone, alors à la périphérie de la ville, dans ce qu'on appelle La Mola. L'existence de vestiges archéologiques dans cette zone était déjà connue, puisque Valerià Romero de Riodom avait déjà trouvé à la surface des vestiges de l'époque romaine. La villa date du Ier siècle et est considérée comme abandonnée au début du VIe sièclee siècle[réf. à confirmer].

## Description
La villa a été divisée en trois zones : agricole, industrielle et thermale. La partie rurale était destinée au stockage des produits agricoles. La partie industrielle, avec des réservoirs, des piscines et un four pour alimenter un hypocauste, bien qu'il semble clair que telle était son utilisation, il n'a pas été possible de déterminer quel processus industriel y était réalisé. La partie thermale se composait d' un frigidarium, d'un tepidarium, d'un caldarium et de quelques structures extérieures constituées d'un puits et d'un bassin. On considère qu'il doit également y avoir eu une partie domestique ou résidentielle qui n'a pas été localisée.
La villa a été fouillée lors de différentes activités archéologiques entre les années 1999 et 2005. Les environs de la villa ont été aménagés et cela peut être vu en passant sur certaines passerelles en bois.

## Galerie

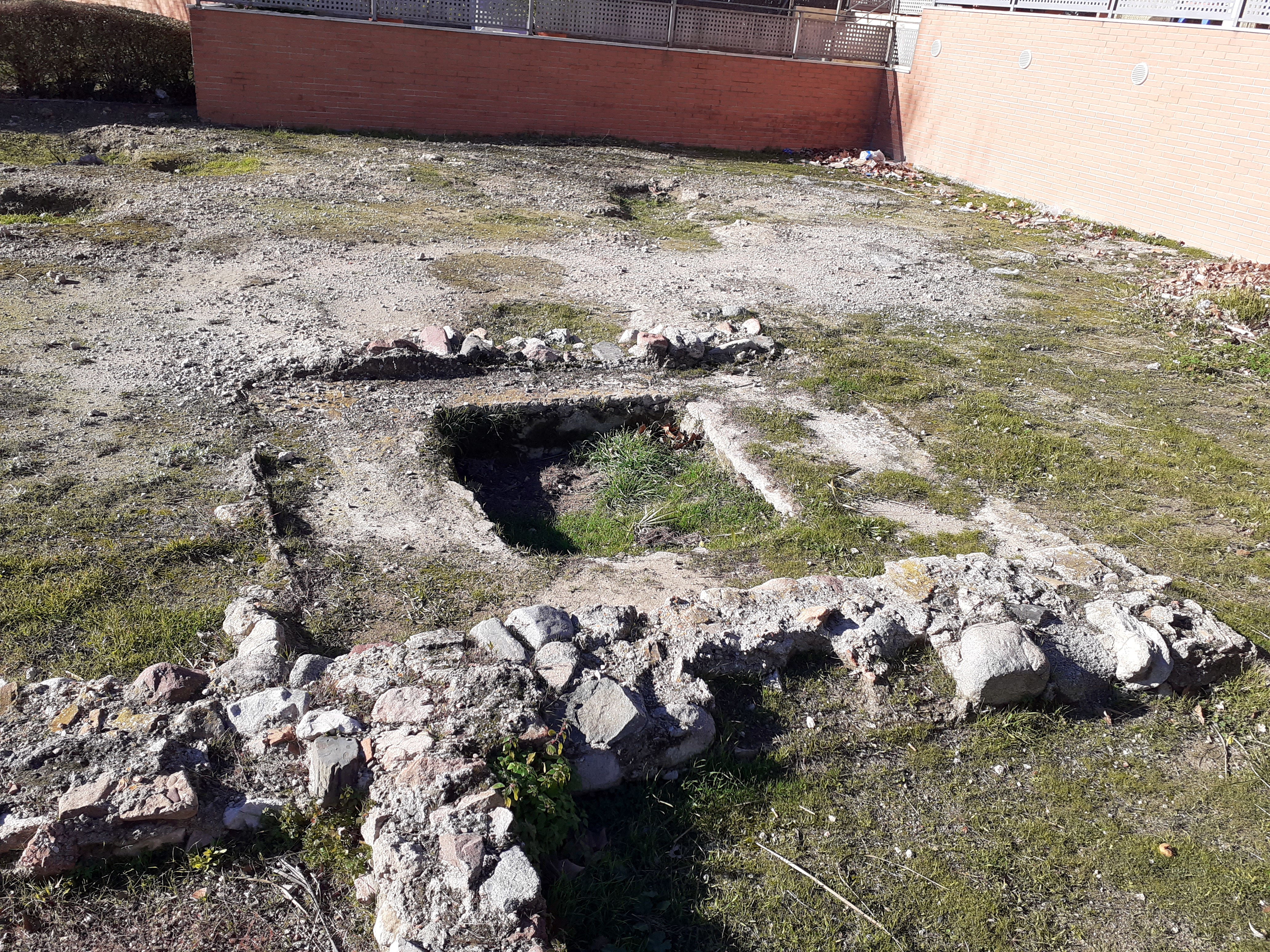
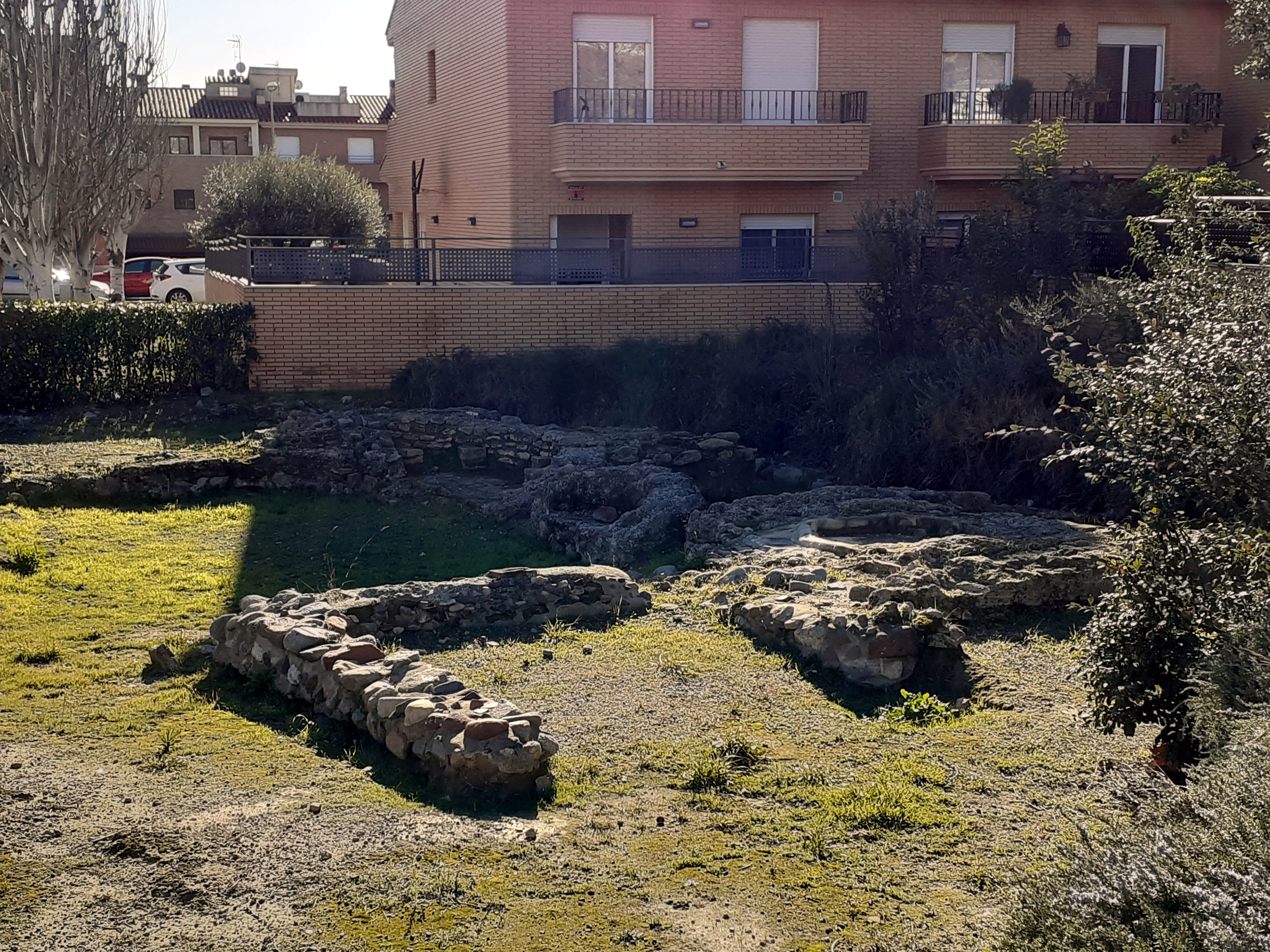